# Diecéze Oslo
Diecéze Oslo (latinsky Dioecesis Osloensis) je římskokatolická diecéze v Norsku, bezprostředně podřízená Sv. Stolci. V Oslu se nachází katolická sv. Olafa. Katolický biskup v Oslu je členem Skandinávské biskupské konference. Současným biskupem v Oslu je Bernt Ivar Eidsvig, CRSA.

## Stručná historie
Diecéze v Oslu vznikla okolo roku 1070 a zanikla v okamžiku, kdy se biskup Hans Rev roku 1527 přiklonil k protestantismu. Roku 1868 byla založena Misie sui iuris v Norsku, roku 1869 se stala apoštolskou prefekturou, která byla roku 1892 povýšena na apoštolský vikariát. V roce 1953 byl tento vikariát povýšen na diecézi.